# Stylopauropus allmenae
Stylopauropus allmenae är en mångfotingart som beskrevs av Paul Auguste Remy 1958. Stylopauropus allmenae ingår i släktet skaftfåfotingar, och familjen fåfotingar. Inga underarter finns listade i Catalogue of Life.